# Article 72 de la Constitution de la Cinquième République française
Article 71-1 Article 72-1
L'article 72 de la Constitution de la Cinquième République française définit les principes généraux de l'organisation des collectivités territoriales en France.

## Contenu
L'article 72 de la Constitution, dans sa rédaction actuelle, résulte de la loi constitutionnelle no 2003-276 du 28 mars 2003 :
« 
Les collectivités territoriales de la République sont les communes, les départements, les régions, les collectivités à statut particulier et les collectivités d'outre-mer régies par l'article 74. Toute autre collectivité territoriale est créée par la loi, le cas échéant en lieu et place d'une ou de plusieurs collectivités mentionnées au présent alinéa.
Les collectivités territoriales ont vocation à prendre les décisions pour l'ensemble des compétences qui peuvent le mieux être mises en œuvre à leur échelon.
Dans les conditions prévues par la loi, ces collectivités s'administrent librement par des conseils élus et disposent d'un pouvoir réglementaire pour l'exercice de leurs compétences.
Dans les conditions prévues par la loi organique, et sauf lorsque sont en cause les conditions essentielles d'exercice d'une liberté publique ou d'un droit constitutionnellement garanti, les collectivités territoriales ou leurs groupements peuvent, lorsque, selon le cas, la loi ou le règlement l'a prévu, déroger, à titre expérimental et pour un objet et une durée limités, aux dispositions législatives ou réglementaires qui régissent l'exercice de leurs compétences.
Aucune collectivité territoriale ne peut exercer une tutelle sur une autre. Cependant, lorsque l'exercice d'une compétence nécessite le concours de plusieurs collectivités territoriales, la loi peut autoriser l'une d'entre elles ou un de leurs groupements à organiser les modalités de leur action commune.
Dans les collectivités territoriales de la République, le représentant de l'État, représentant de chacun des membres du Gouvernement, a la charge des intérêts nationaux, du contrôle administratif et du respect des lois.
 »
— Article 72 de la Constitution française du 4 octobre 1958, version en vigueur depuis le 28 mars 2003

## Historique
L'article 72 de la Constitution, dans sa rédaction précédente, résultait de la loi constitutionnelle no 93-952 du 27 juillet 1993 :
« 
Les collectivités territoriales de la République sont les communes, les départements, les territoires d'outre-mer. Toute autre collectivité territoriale est créée par la loi.
Ces collectivités s'administrent librement par des conseils élus et dans les conditions prévues par la loi.
Dans les départements et les territoires, le délégué du Gouvernement a la charge des intérêts nationaux, du contrôle administratif et du respect des lois.
 »
— Article 72 de la Constitution du 4 octobre 1958, ancienne version en vigueur du 28 juillet 1993 au 29 mars 2003
Ce texte intègre quelques corrections mineures par rapport à sa version initiale du 5 octobre 1958 : « Outre-mer » a perdu sa majuscule initiale dans l'alinéa 1, et le terme « prévues » a remplacé « fixées » dans l'alinéa 2.

## L'apport de l'acte II de la décentralisation
L'article 72, dans sa rédaction issue de la révision constitutionnelle du 28 mars 2003, constitue le volet institutionnel de la réforme des collectivités territoriales introduite par l'acte II de la décentralisation. Il précède l'article 72-1 qui porte sur les procédures démocratiques en œuvre dans les collectivités et l'article 72-2 qui pose les principes de leur financement.

### L'alinéa 1
En premier lieu, l'alinéa 1 ajoute les régions à la liste des catégories de « collectivités territoriales de la République » définies dans la Constitution. Auparavant, les régions n'ont d'abord existé qu'administrativement depuis la loi no 72-619 du 5 juillet 1972 (dite loi Marcellin), qui les a créées en même temps que les établissements publics régionaux (sous tutelle administrative et financière de l'État). Les régions ont ensuite été instituées comme « collectivités territoriales » à part entière (au sens de l'article 72 dans son ancienne rédaction) par la loi no 82-213 du 2 mars 1982 (dite loi de décentralisation ou loi Defferre) et sont devenues des collectivités territoriales de plein exercice  à la suite des élections régionales de 1986, mais leur fondement résidait uniquement dans la loi.
Dans la liste des collectivités territoriales de la République, l'alinéa contient désormais également :
- les collectivités à statut particulier : il s'agit de collectivités créées par la loi et dotées de statuts spécifiques, notamment  de la collectivité territoriale de Corse, ou plus récemment de la métropole de Lyon[4] et de la Ville de Paris.
- les collectivités d'outre-mer régies par l'article 74.

Par ailleurs, la nouvelle rédaction de l'alinéa prévoit que la création par la loi d'une autre collectivité territoriale, qui était déjà possible, peut désormais avoir pour conséquence la disparition, la fusion ou la séparation d'une ou de plusieurs collectivités définies dans cet alinéa. 
La conséquence de cette disposition est qu'il est possible, par une simple loi, de supprimer un échelon de collectivité territoriale sur une partie du territoire. Ainsi, il a été adopté en 2017 la fusion, le 1er janvier 2019, de la commune de Paris et du département de Paris, qui exerçaient leurs compétences sur le même territoire,  en une entité unique, la Ville de Paris ; et la suppression des deux départements corses au profit de la collectivité de Corse au 1er janvier 2018. Une évolution a également eu lieu lorsque Saint-Barthélemy et Saint-Martin se sont séparées le 15 juillet 2007 du département et la région d'outre-mer de la Guadeloupe pour devenir de nouvelles collectivités d'outre-mer, en fusionnant l'ancien échelon de la commune avec les compétences transférées de leur ancien département et ancienne région.
Un projet de réforme de l'organisation territoriale de la Corse avait été élaboré au lendemain de la révision constitutionnelle du 28 mars 2003 mais a été abandonné en raison de l'échec du référendum du 6 juillet 2003. En 2018, les nationalistes défendent la mention de la Corse dans la Constitution à son article 74. 
Les Terres australes et antarctiques françaises relèvent de l'article 72 en tant que territoire d'outre-mer (le dernier représentant de ce type, puisque les autres anciens territoires d'outre-mer ont été promus en collectivités d'outre-mer, à l'exception de la Nouvelle-Calédonie), et donc aussi en tant que collectivité territoriale de la République. Là aussi une fusion a eu lieu lorsque les Îles Éparses de l'océan Indien (qui auparavant formaient un territoire d'outre-mer séparé) y ont été intégrées en février 2007 en tant que cinquième district .
En revanche l'Île de Clipperton reste une exception en tant que possession française d'outre-mer, elle ne constitue pas non plus une collectivité à statut particulier, mais reste sous l'autorité directe du gouvernement qui l'administre au nom de l'État et au sein du territoire de la République française.
La Nouvelle-Calédonie ne relève plus de cet article (elle n'est donc plus une « collectivité territoriale de la République » au sens de l'article 72 révisé, alors qu'elle en relevait jusqu'en 1998 lorsqu'elle était encore un territoire d'outre-mer), mais des dispositions spéciales des articles 76 et 77 introduits en 1998.

### Les autres alinéas
L'alinéa 2 inscrit dans la Constitution le principe de subsidiarité. Toutefois, ce principe connaît une applicabilité limitée puisque le Conseil constitutionnel estime que « le choix du législateur d'attribuer une compétence à l'Etat plutôt qu'à une collectivité territoriale ne pourrait être remis en cause, sur le fondement de cette disposition, que s'il était manifeste qu'eu égard à ses caractéristiques et aux intérêts concernés, cette compétence pouvait être mieux exercée par une collectivité territoriale » (CC, 7 juillet 2005, Orientations de la politique énergétique). Il faut comprendre ce principe comme un objectif général et non comme une obligation, ce qui implique un contrôle restreint de la part du Conseil constitutionnel aux cas les plus flagrants de non-compatibilité avec la subsidiarité.
L'alinéa 3 proclame le principe de libre administration des collectivités territoriales mais, comme l'article 34, soumet son exercice à un cadre prévu par la loi. Il leur attribue également un pouvoir réglementaire limité à l'exercice de leurs compétences. Ce principe de libre administration est tempéré par le fait que le Législateur continue de détenir la compétence de la compétence des collectivités locales, c'est-à-dire qu'il décide des compétences que peuvent détenir les collectivités.
L'alinéa 4 introduit une innovation constitutionnelle remarquée lors des débats préalables à la révision constitutionnelle de 2003. Une loi ou un règlement peut autoriser une collectivité à déroger à des normes nationales pour un objet et une durée limités. Cette disposition est précisée par les articles L.O. 1113-1 à L.O. 1113-7 et L.O. 5111-5 du code général des collectivités territoriales, qui limitent la durée de l'expérimentation à cinq ans, avec une prolongation possible de trois ans.
L’alinéa 5 prohibe toute idée de hiérarchie entre les collectivités locales. Cela n'empêche pas leur coopération, au travers des établissements publics de coopération intercommunale par exemple. De même, le Conseil d'État a validé la possibilité pour un département de moduler ses subventions aux communes en fonction du choix du mode d'exploitation d'un service public (régie ou non par exemple). En effet, il ne s'agit alors que d'une incitation financière et non d'une obligation d'adopter un mode d'exploitation (CE, 12 décembre 2003, département des Landes). Toutefois, ce même alinéa prévoit la possibilité de collectivités chef de file (autrement appelées chefs de filât). C'est un assouplissement et non une remise en cause du principe de non-tutelle d'une collectivité sur une autre, interprété de façon restrictive par le Conseil constitutionnel. Dans sa décision du 24 juillet 2008 relative aux contrats de partenariat, il précise qu'une collectivité chef de file organise plutôt qu'elle ne détermine les modalités de l'action commune entre plusieurs collectivités,.
Dans l'alinéa 6, là où l'ancien texte ne prévoyait dans son dernier alinéa la préservation des intérêts nationaux, le contrôle administratif et le respect des lois par le délégué du gouvernement que dans les départements et territoires (en oubliant les communes dont le contrôle était régi non pas par la Constitution mais par la loi), le nouveau texte les prévoit pour toutes les collectivités territoriales de la République. Cette supervision est exercée maintenant non plus par le « délégué du gouvernement » mais par le « représentant de l'État, représentant de chacun des membres du Gouvernement ». En pratique il s'agit d'un haut fonctionnaire membre du corps préfectoral, dont le titre, le grade et l'étendue de la mission peut varier selon les collectivités, selon le domaine administratif, ou selon les évolutions statutaires ou les compétences de ces fonctionnaires (préfet, sous-préfet, haut-commissaire, etc.) et il n'est pas nécessairement investi directement par le gouvernement mais peut être investi par sous-délégation de pouvoir, définie par arrêtés.

## Sources
- Bertrand Faure, Droit des collectivités territoriales, Dalloz, coll. « Précis droit public », 2014 (ISBN 978-2-247-13739-8)
- Jean-Bernard Auby, Jean-François Auby et Rozen Noguellou, Droit des collectivités locales, PUF, coll. « Thémis droit », 2015 (ISBN 978-2-13-060800-4)